# Maria Fortunata Viti
Anna Felicia Viti (ur. 10 lutego 1827 w Veroli, zm. 20 listopada 1922 tamże), znana jako Maria Fortunata Viti – włoska zakonnica, błogosławiona Kościoła katolickiego.

## Życiorys
Była córką Luigiego Viti, hazardzisty i alkoholika, i Anny Bono, która zmarła, kiedy córka miała czternaście lat. Opiekowała się ośmiorgiem rodzeństwa i pracowała jako urzędniczka. Wstąpiła do zakonu benedyktynek w klasztorze św. Marii de’Franconi w Veroli. 21 marca 1851 uczestniczyła w obłóczynach. Przyjęła habit oraz imiona zakonne Maria Fortunata. Zajmowała się pracami fizycznymi: przędzą, szyciem, praniem, reperowaniem. Miała doświadczać mistycznych przeżyć i ataków szatana. Nigdy nie nauczył się czytać ani pisać. Była szczególną czcicielką Eucharystii.

### Śmierć i kult
Zmarła śmiercią naturalną 20 listopada 1922 w klasztorze w Veroli. Została pochowana w masowym grobie w jej domu. 8 kwietnia 1964 papież Paweł VI wydał dekret o heroiczności cnót Sługi Bożej. 8 października 1967 w Rzymie, ten sam papież dokonał jej beatyfikacji.